# Gerald Michael Fitzgerald
Gerald Michael Fitzgerald, britanski general, * 1889, † 1957.